# 텔레텍스

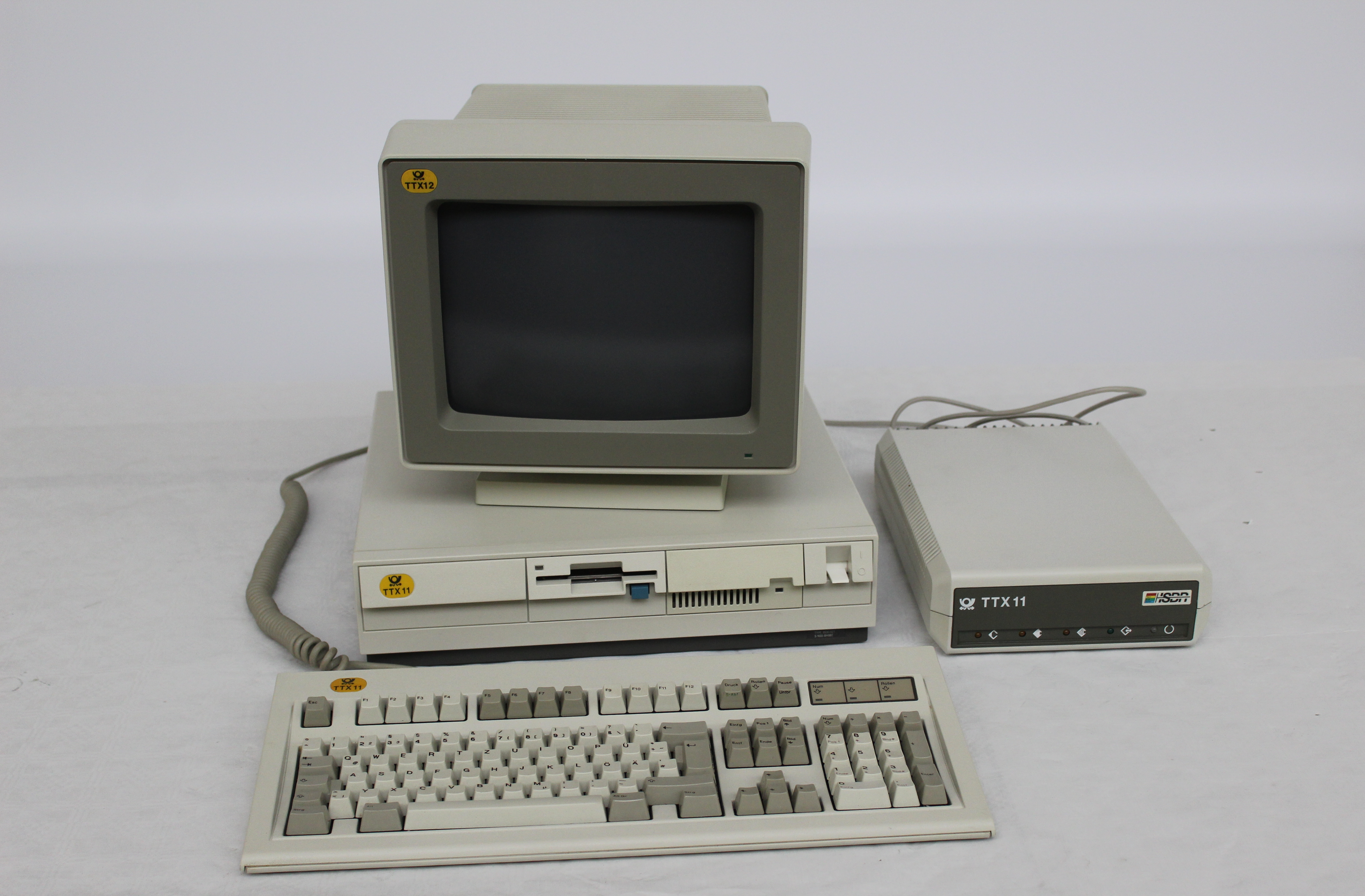
TTX11 터미널

텔레텍스(Teletex)는 전화선을 통해 제공될 수 있는 텍스트 및 문서 통신 서비스에 대한 ITU-T 사양 F.200이었다. 이는 이메일로 빠르게 대체되었지만 텔레텍스라는 이름은 LDAP(Lightweight Directory Access Protocol)에서 사용되는 여러 X.500 표준 속성에 그대로 남아 있다.

## 개요
텔레텍스는 기존의 텔렉스 서비스를 업그레이드하기 위해 설계되었다. 텔렉스의 단말 간 통신 서비스는 텔레텍스를 통해 사무실 간 문서 전송 시스템으로 전환된다. 텔레텍스는 전자 타자기, 워드 프로세서 및 개인용 컴퓨터 간의 직접적인 통신을 구상했다. 이 장치에는 메시지 전송 및 수신을 위한 저장소가 있다. 이러한 장비를 사용하면 문서 준비에 사용할 수 있는 문자 집합이 상당히 향상되었다.